# الحد الأدنى للإقلاع الفاصل

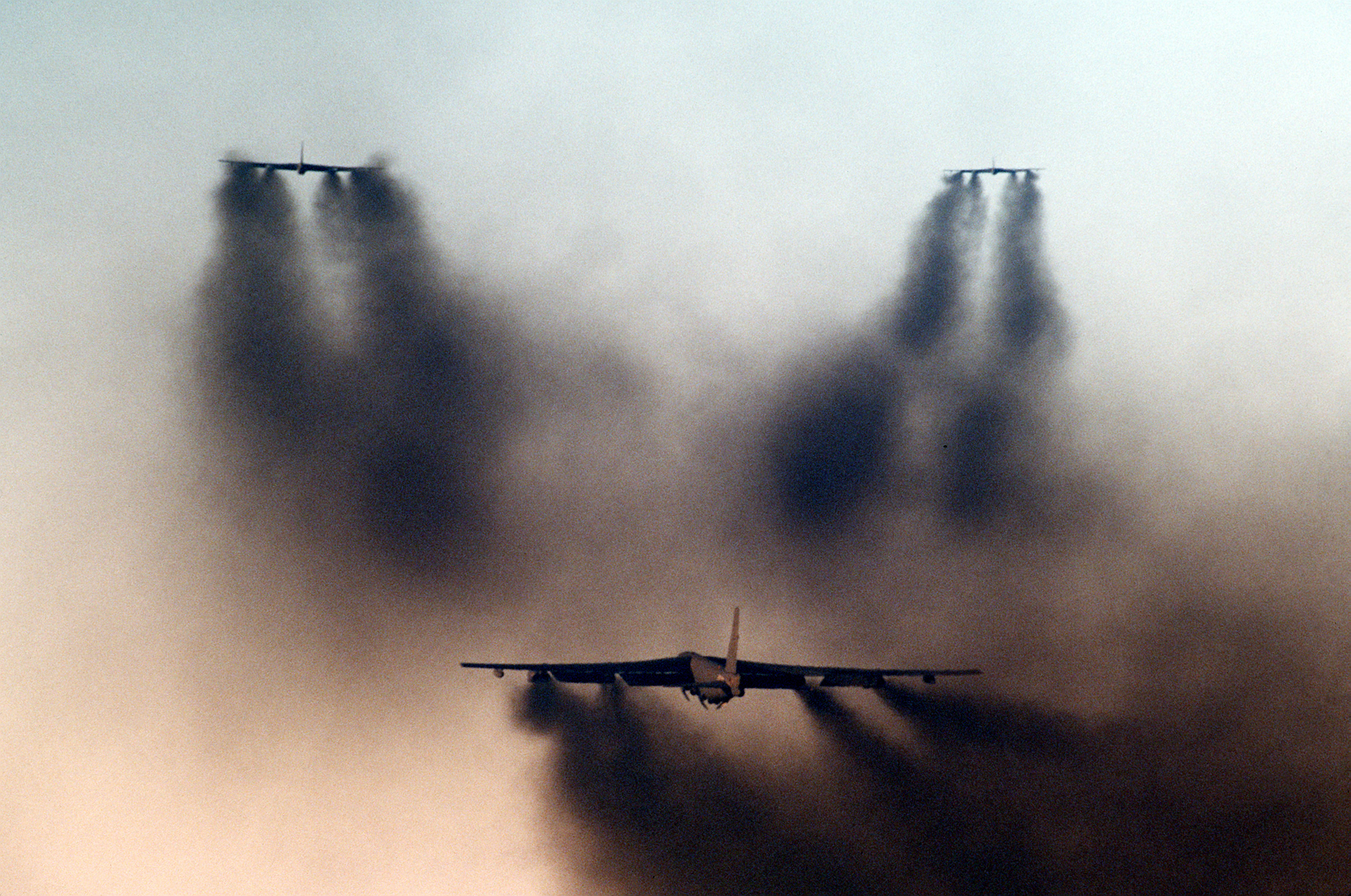
ثلاث طائرات تابعة للقوات الجوية الأمريكية من طراز بي-52 ستراتوفورتريس تقلع من قاعدة باركسديل الجوية خلال تمرين في عام 1986

الحد الأدنى للإقلاع الفاصل هي تقنية تستخدمها القوات الجوية الأمريكية لتحريك جميع القاذفات والناقلات المتاحة بفواصل زمنية مدتها اثني عشر وخمسة عشر ثانية، على التوالي.  قبل الإقلاع، تقوم الطائرة بمشية الفيل إلى المدرج. وهي مصممة لتعظيم عدد الطائرات التي يتم إطلاقها في أقل وقت ممكن قبل أن تتعرض القاعدة لضربة نووية، والتي من شأنها أن تقضي على جميع الطائرات المتبقية.
على الرغم من أن هذه الممارسة تهدف إلى إرسال الطائرات بكفاءة في أسرع وقت ممكن، إلا أنها لا تخلو من المخاطر. قد يؤدي إرسال طائرة إلى اضطرابات جوية لطائرة أخرى في مثل هذه الفواصل الزمنية المتقاربة إلى سلوك ديناميكي هوائي لا يمكن التنبؤ به وفقدان السيطرة على الطائرة. وقد تحطمت طائرات أكثر من مرة عند إقلاعها بعد تعرضها لمثل هذه الاضطرابات الجوية.

## وصف
تم تصميم الحد الأدنى للإقلاع من قبل القوات الجوية الأمريكية لتحليق أسطولها من القاذفات في الجو خلال خمسة عشر دقيقة من التنبيه بهجوم صاروخي قادم، وهو الوقت الذي سيتم فيه تدمير القواعد.  على الرغم من أن جذوره تعود إلى الحرب العالمية الثانية، إلا أن هذا التكتيك وصل مرحلة النضج خلال الحرب الباردة تحت القيادة الجوية الاستراتيجية (SAC).

## الاستخدام التكتيكي

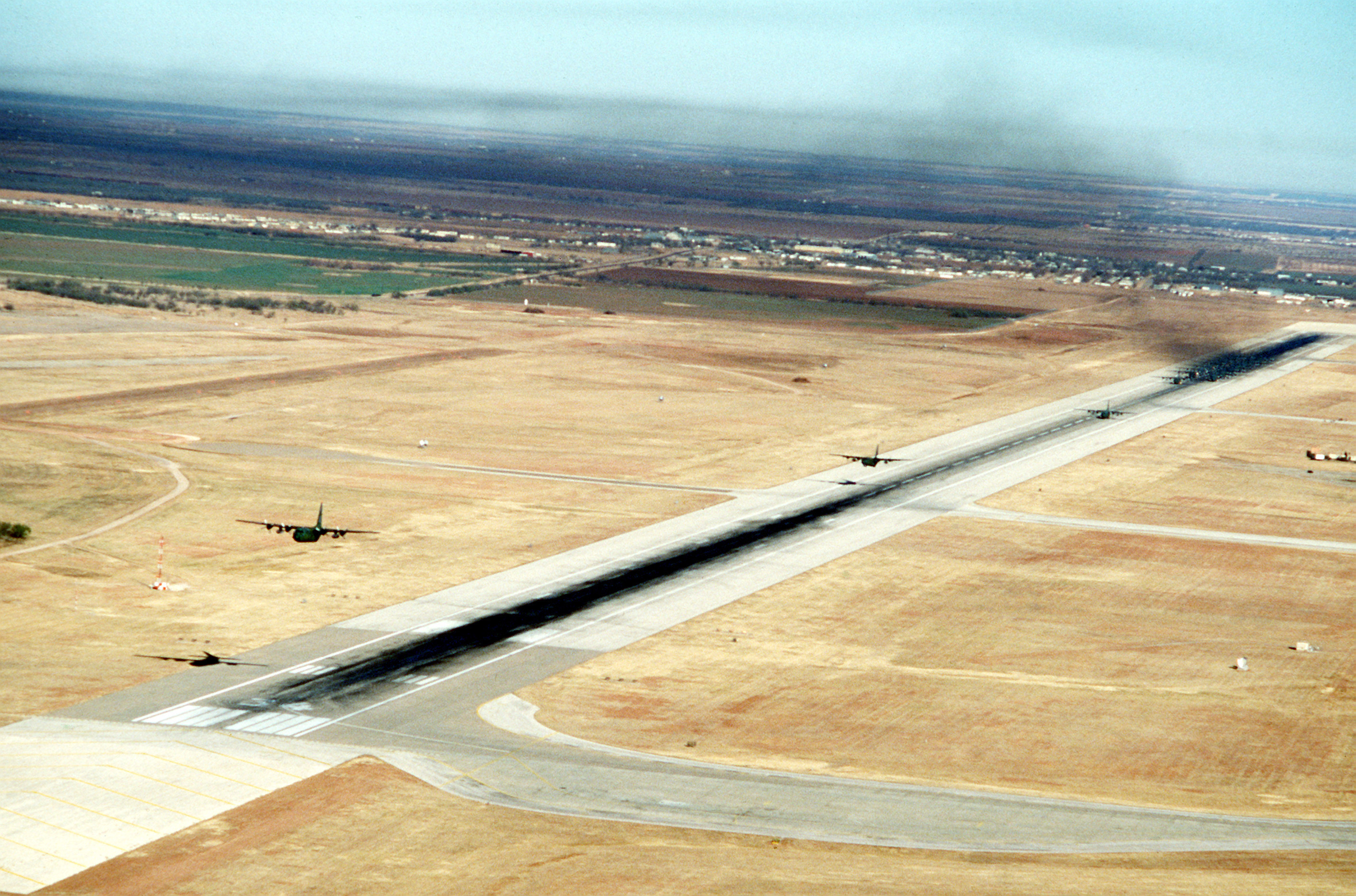
تحلق طائرتان من طراز لوكهيد سي-130 هيركوليز من جناح الجسر الجوي التكتيكي 463 بينما تنتظر الطائرات الـ 16 المتبقية على المدرج في بداية تمرين الإنزال الجوي الشامل في قاعدة دايس الجوية، تكساس

كثيرًا ما مارست أطقم قاذفات القنابل وناقلات النفط التابعة للقيادة الجوية الإستراتيجية هذه التدريبات، لأنه يتعين إرسال أكبر عدد ممكن من الطائرات، في أسرع وقت ممكن. تم القيام بذلك لمنع التدمير المحتمل في حالة تعرض القاعدة لهجوم برؤوس حربية نووية. من الناحية النظرية، كان يجب تنفيذ الإجراء بأكمله في أسرع وقت ممكن، حيث سيكون هناك دقائق إضافية في حالة وجود تحذير من الهجوم. وهذا يعني أنه تم إطلاق الطائرات بسرعة تصل إلى اثنتي عشرة ثانية بين القاذفات وخمس عشرة ثانية بين الناقلات.
عادة، تتأخر الطائرات عن الإقلاع حتى يتبدد الاضطراب الهوائي الناتج عن الطائرة التي أمامها. أنتج حقن الماء في المحركات النفاثة برات آند ويتني جيه 57 قوة إضافية للإقلاع ولكنه تسبب في ترك كميات كبيرة من الوقود غير المحترق للمحرك في العادم، مما أدى إلى إنتاج كميات كبيرة من الدخان الأسود الذي كان على الطائرة اللاحقة أيضًا المرور عبره حتى تقلع بنجاح. تم تركيب هذا النوع من المحركات على جميع طائرات بي-52 باستثناء الطراز إتش،  الذي يحتوي على محركات توربينية من طراز برات آند ويتني جيه تي 3 دي. عادة ما تحصل الطائرة على تصريح الإقلاع بمجرد أن تكون الطائرة التي أمامها على المدرج.
في قاعدة بيز الجوية، نيو هامبشاير، تم الإبلاغ عن أن طائرةبوينغ بي-47 ستراتوجت انطلقت من جوانب متقابلة من المدرج الواحد بفواصل زمنية مدتها 7.5 ثانية، أي نصف الفترة العادية. في وقت لاحق، تم تجهيز قاعدة بيز وبلاتسبرغ الجوية، نيويورك، بقاذفات استراتيجية من طراز إف-111 آردفارك وتم تقليل الفاصل الزمني إلى ست ثوانٍ فقط بين الطائرات، إذا استخدمت جوانب متقابلة متناوبة من نفس المدرج. استخدمت طائرات بوينغ كيه سي -135 فاصل مدته اثني عشر ثانية باستخدام الخط المركزي للمدرج. 

## الحوادث

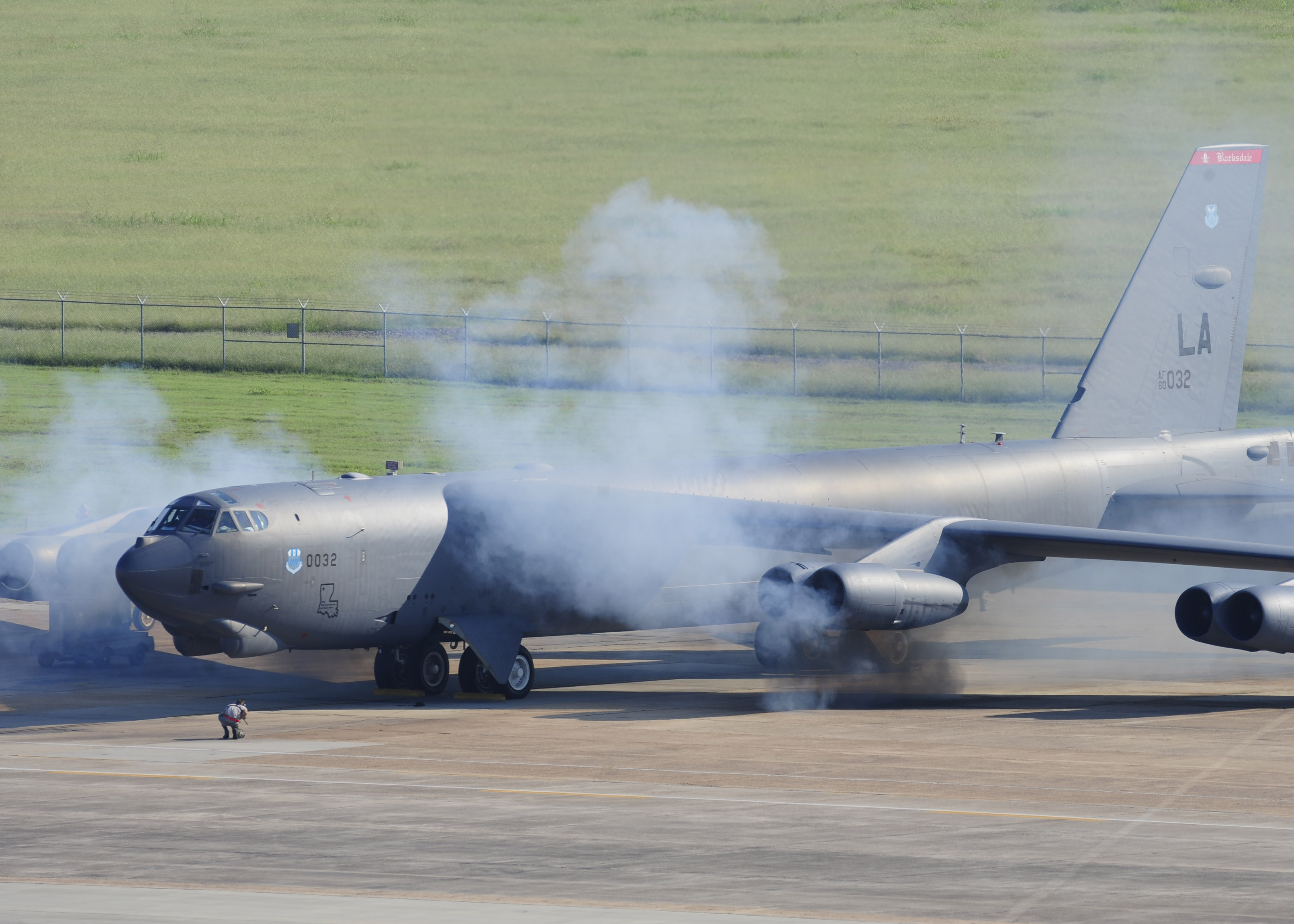
طائرة بي-52إتش في قاعدة باركسديل الجوية في عام 2014

تعرضت طائرة من طراز بي-52 لحادث تحطم أثناء الاستعداد للإقلاع عندما توقفت الطائرة.  في صباح يوم 16 ديسمبر 1982، تحطمت طائرة بي-52 ستراتوفورتريس من سرب القصف 328، في قاعدة كاسل الجوية، كاليفورنيا، أثناء محاولتها الإقلاع، ما أسفر عن مقتل جميع أفراد الطاقم التسعة الذين كانوا على متنها. تم تحديد السبب على أنه نتيجة محاولة الطائرة تجنب الانفجار النفاث للطائرة التي تسبقها، مما يوضح الخطر الكامن وراء إطلاق الطائرات بالقرب من بعضها البعض.

## روابط خارجية
- مقتطف من "الرد الانتقامي الكامل". بواسطة توماس د. جونز.
- إقلاع MITO في قاعدة لورينغ الجوية
- فيديو لطائرة B-52 MITO في قاعدة مينوت الجوية
- فيديو لطائرة MITO مع قاذفات B-52 وKC-135
- فيديو MITO في قاعدة مينوت الجوية